# Totara Lagoon (West Coast)
Totara Lagoon ist eine durch eine lange schmale Landzunge von der Tasmansee abgetrennte Lagune an der Westküste der Südinsel von Neuseeland.

## Geographie
Die Lagune befindet sich an der Westküste der Südinsel, rund 11 km südwestlich von Hokitika entfernt. Sie hat ihren Hauptzufluss am südwestlichen Ende durch den Totara River und erstreckt sich über rund 10 km parallel zu Küste in nordöstliche Richtung bis zu der kleinen Siedlung Ruatapu, wo der New Zealand State Highway 6 wieder auf die Küste trifft. Die Lagune ist über ihre gesamte Länge sehr schmal und kommt an ihren breitesten Stellen im südwestlichen Drittel nicht über die 130 m Breite hinaus. Rund 3 km nordöstlich der Mündung des Totara Rivers in die Lagune befindet sich der rund 2 km lange Abfluss und damit der Zugang zur Tasmansee.
In der Lagune befinden sich die Inseln Frenchies Island, Tui Island und die Halbinsel Cashmere Island.